# K.k. Dragonerregiment „Feldmarschalleutnant Johannes Fürst von Liechtenstein“ Nr. 9

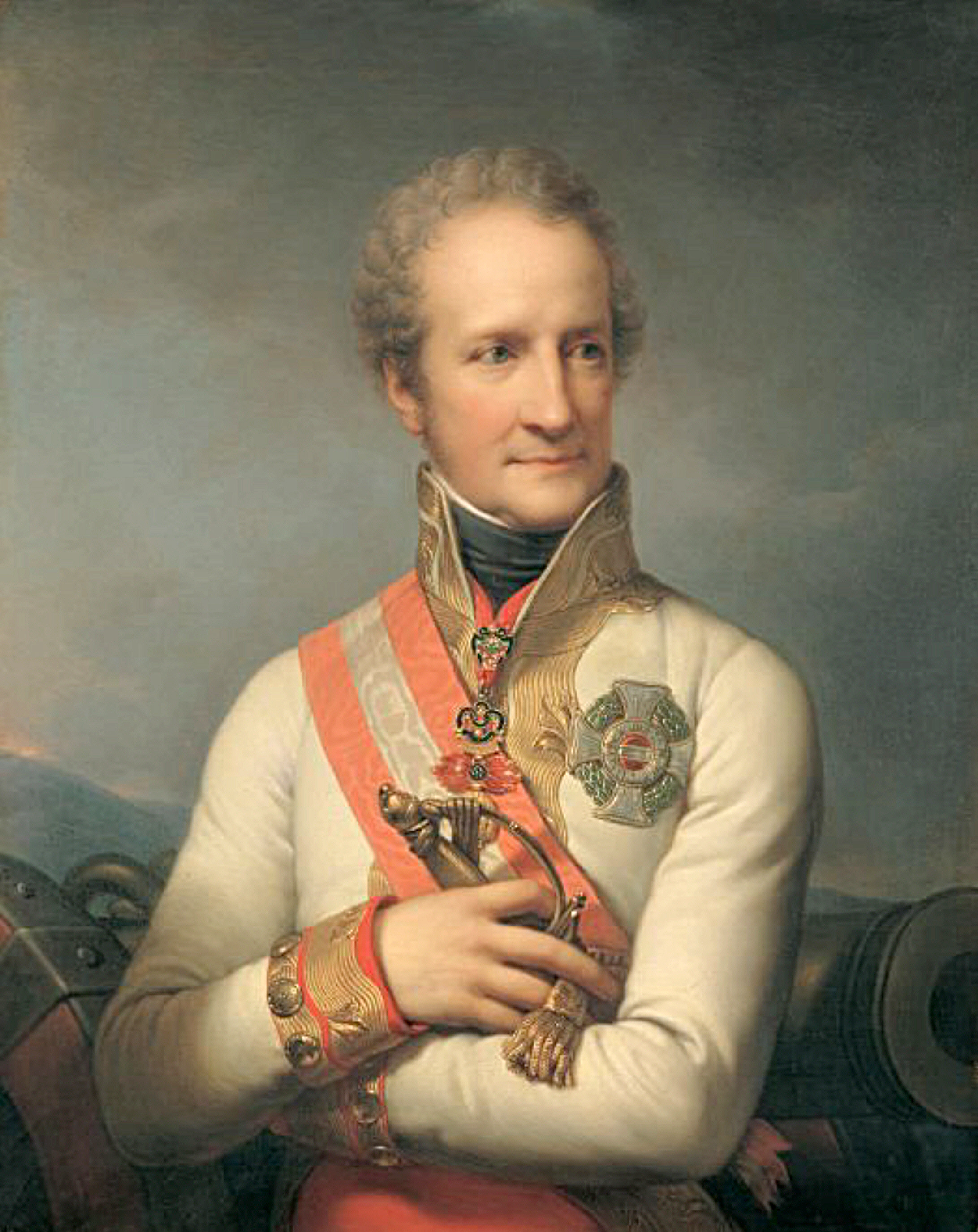
Johannes Fürst von Liechtenstein

Das Dragoner-Regiment „Feldmarschalleutnant Johannes Fürst von Liechtenstein“ Nr. 9 war de jure ein Kavallerieverband in der Reichsarmee, de facto jedoch ein österreichisches Regiment.
Es bestanden nacheinander mehrere Dragoner-Regimenter mit diesem Namen:
- Dragonerregiment „Liechtenstein“ (1682–1775)
- K.u.k. Dragonerregiment „Fürst von Liechtenstein“ Nr. 10 1631–1918

## Errichtung
Laut Erlass vom 25. April 1798 wurde das seit 1791 in Italien bestehende Stabs-Dragoner-Regiment in ein Linien-Regiment, bzw. Dragoner-Regiment (leichtes) umgewandelt und erhielt die Nummer 9 zugewiesen. Im Frühjahr 1801 wurde es aufgelöst. Die im Regiment dienenden Polen wurden zu den Ulanen-Regimentern abgegeben, die übrigen Mannschaften entlassen.
- Friedensgarnisonen:
- 1798–1799 Asparn an der Zaya
- 1801 Laibach

## Regimentsinhaber
- 1791–1798 Stabs-Dragoner-Regiment – ohne Inhaber
- 1799–1801 Feldmarschalleutnant Johannes Fürst Liechtenstein

## Regiments Kommandanten

### Stabs-Dragoner-Regiment
- 1791 Oberst Christoph Wieser
- 1794 Oberst Joseph Doller
- 1797 Oberst Carl Freiherr von Wolfskeel

### Dragoner Regiment Nr. 9
- 1798 Oberst Franz Gorupp von Besanez
- 1800 Oberst Carl Marchese Belcredi
- 1800 Oberst Franz Graf Kinsky

## Gefechtskalender

### Revolutionskriege
- 1791 Auf den Kriegsschauplatz nach Italien verlegt, führte eine Division ein Gefecht bei Coni.
- 1796 Abteilungen des Regiments kämpften in den Gefechten bei Mondovì und Codogne und waren in weitere kleinere Scharmützel verwickelt.  Zwei Divisionen wurden dann als Besatzung nach Mantua verlegt, die Oberst-Division war zu den Truppen in Tirol abgestellt, wo Detachements an den Gefechten bei Rochetta, Deutschmetz, Sankt Michael, Cadine und Rovereto, sowie an der Schlacht von Arcole beteiligt waren.
- 1797 wurde diese Division in der Schlacht bei Rivoli und in den Gefechten bei Lavis und Salurn eingesetzt. Die beiden anderen Divisionen rückten infolge der Kapitulation von Mantua nach Wien ab.
- 1799 wieder auf den Kriegsschauplatz nach Italien kommandiert, wurde der Verband in der Schlacht an der Trebbia eingesetzt und zeichnete sich später bei der Belagerung von Coni aus.
- 1800 kämpfte das Regiment mit hohen Verlusten in der Schlacht bei Marengo.

## Adjustierung
- 1790: grasgrüner Rock, schwarze Aufschläge, gelbe Knöpfe
- 1798: dunkelgrüner Rock, schwarze Egalisierung, weiße Hosen, weiße Knöpfe

## Anmerkung
Das Kavallerie-Regiment bestand zunächst aus vier, später aus drei Divisionen.
Eine Division beinhaltete in einem österreichischen (später österreichisch-ungarischen) Kavallerie-Regiment drei Eskadronen zu je zwei Kompanien. Die drei Divisionen (Bataillone) des Regiments wurden (theoretisch) jeweils vom Oberst, dem Oberstleutnant und dem Major geführt. Daher rührt auch die jeweilige Bezeichnung. (Die frühere 4. Division wurde als 2. Majors-Division bezeichnet.)